# Bandstaartsierragors
De bandstaartsierragors (Rhopospina alaudina, synoniem: Porphyrospiza alaudina, Phrygilus alaudinus) is een zangvogel uit de familie Thraupidae (tangaren).

## Verspreiding en leefgebied
Deze soort telt zes ondersoorten:
- R. a. bipartita: centraal Ecuador, westelijk Peru en noordelijk Chili.
- R. a. humboldti: zuidwestelijk Ecuador en noordwestelijk Peru.
- R. a. bracki: centraal Peru.
- R. a. excelsa: zuidelijk Peru en westelijk Bolivia.
- R. a. alaudina: centraal Chili.
- R. a. venturii: noordwestelijk Argentinië.